# Jean Lecanuet
Jean Lecanuet, född 4 mars 1920 i Rouen, död 22 februari 1993 i Neuilly-sur-Seine, Frankrike, var en fransk politiker.

## Biografi
Lecanuet växte upp under enkla förhållanden och tog examen vid Lycée Pierre Corneille i Rouen. Han deltog under andra världskriget i franska motståndsrörelsen och arresterades av de tyska styrkorna i augusti 1944, men lyckades fly. Efter befrielsen blev han inspektör vid försvarsministeriet.
Under den fjärde republiken, innehade han ministerposter flera gånger (elva gånger på tio år) och var medlem i den kristdemokratiska Mouvement républicain populaire (MRP). Från 1951 till 1955 var han MRP:s ledamot från regionen Seine-Inférieure. Han blev senator för Seine-Maritime 1959 och var ordförande i MRP 1963–1965.
År 1965 deltog Lecanuet i presidentvalet som center-höger-kandidat, där han förespråkade modernitet och europeisk integration och förklarade sig representera en tredje väg mellan gaullism å ena sidan och den socialistiska och kommunistiska vänstern å andra sidan. Hans "modern stil"-kampanj tvingade Charles de Gaulle  till en andra valomgång mot François Mitterrand, som denne förlorade.
År 1972 grundade han reformrörelsen tillsammans med Jean-Jacques Servan-Schreiber. Under de franska valen 1973, förhandlade Lecanuet om tillbakadragande av kandidater med Pierre Messmer för att säkerställa framgång för majoriteten och blev invald som ledamot för Seine-Maritime. Han deltog sedan aktivt i 1974 års presidentvalskampanj till stöd för Valéry Giscard d'Estaing och var justitieminister i Jacques Chiracs första kabinett (1974-1976). Från 1976 till 1977 var han minister med ansvar för planering och l'Aménagement du territoire (zonindelning) i Raymond Barres första kabinett. 
År 1978 valdes Lecanuet till ordförande i Unionen för Fransk demokrati (UDF), partikoalitionen som skapats för att stödja president Valéry Giscard d'Estaing. Han höll den positionen fram till 1988. Från 1979 till 1988 var han en biträdande delegat i Europaparlamentet och som senator för Seine-Maritime, den franska senatens ordförande för utrikes frågor och Försvarsmaktskommissionen, en post som han redan haft mellan 1971 och 1973.
År 1986, i början av den första perioden av "samförstånd" i modern fransk politik (en president och premiärminister från motsatta partier som delar makten), nominerade Chirac Lecanuet som utrikesminister, men president François Mitterrand lade in sitt veto mot utnämningen, tillsammans med några av Chiracs andra nominerade.
År 1968 valdes han till borgmästare i Rouen, en position han innehade fram till sin död 1993.